# Call Detail Record
Ein Call Detail Record oder Call Data Record (CDR) enthält die Informationen, welche für ein Abrechnungssystem im Telekommunikationsbereich benötigt werden. Im deutschen Sprachgebrauch wird zumeist der Begriff Kommunikationsdatensatz (KDS), Verbindungsdatensatz, Einzelgesprächsnachweis (EGN) oder Einzelverbindungsnachweis (EVN) verwendet. Mobilfunkanbieter erstellen auch CDR für SMS-, MMS- und WAP-Verbindungen, also für alle Verbindungen, die einem Kunden in Rechnung gestellt werden können.
Beispiele:
- Ausgangspunkt (A-Teilnehmer)
- Zielrufnummer (B-Teilnehmer)
- aktuelle Uhrzeit des Verbindungsbeginns
- Dauer der Verbindung in Sekunden

Beim Mobilfunk kommt noch hinzu:
- International Mobile Equipment Identity (IMEI) des Endgeräts
- Identifikationsnummer der Funkzelle beziehungsweise der Mobilfunk-Basisstation (Cell-ID)
- Anzahl der übertragenen Daten in Byte z. B. für Klingelton-Downloads und WAP-Portale

Der Call Detail Record wird unter anderem für die Erstellung der Telefonrechnung (Billing) benötigt.